# Лебедєво (селище, Енгельський район)
Лебедєво (рос. Ленинское) — село у Енгельському районі Саратовської області Російської Федерації.
Населення становить 1151 особу. Належить до муніципального утворення Красноярське муніципальне утворення.

## Історія
Населений пункт розташований у межах українського історичного та культурного регіону Жовтий Клин.
До 1941 року належав до АРСР Німців Поволжя. Орган місцевого самоврядування від 2004 року — Красноярське муніципальне утворення.

## Населення
| 2010 | 2019 |
| ---- | ---- |
| 19   | ↗21  |